# Dromicoida
Dromicoida elegantia es una especie de coleóptero adéfago de la familia Carabidae. Es el único miembro del género monotípico Dromicoida.